# Adam Petty
Adam Kyler Petty (Trenton, 10 luglio 1980 – Loudon, 12 maggio 2000) è stato un pilota automobilistico statunitense.
Noto principalmente per essere stato il primo pilota di quarta generazione degli sport automobilistici. Faceva infatti parte della famiglia più importante della NASCAR, quella dei Petty, a cui appartenevano il suo bisnonno Lee (deceduto anch'egli nel 2000, non molto tempo prima della morte di Adam) e della quale fanno parte attualmente suo nonno Richard, "The King", e suo padre Kyle.

## Carriera
Ha iniziato la sua carriera da professionista nel 1998, vincendo alla sua prima gara, a Charlotte. Debuttò nelle gare NASCAR nel 1999 utilizzando un'auto con il numero 45, seguendo la numerazione già scelta dalle varie generazioni dei Petty;  Lee Petty aveva il numero 42, Richard Petty il 43 e Kyle Petty il 44 (anche se quest'ultimo nei primi anni di carriera era a bordo dell'auto numero 7 e anche della numero 42). 
Debuttò anche nella Winston Cup, ma nella sua prima e unica gara disputata ottenne scarsi risultati visto che dovette ritirarsi a causa di un guasto al motore. 
Neanche un mese e mezzo dopo il suo debutto nella massima serie NASCAR, durante una sessione di prove libere per una gara che si sarebbe tenuta a Loudon, nel New Hampshire, Adam Petty ebbe dei problemi con l'acceleratore, che gli fece perdere il controllo della sua vettura, urtando contro un muro a oltre 250 chilometri orari e uccidendolo sul colpo. 
Egli fu la prima delle tre vittime in incidenti avvenuti in soli nove mesi tra il 2000 e il 2001; dopo di lui, morirono Kenny Irwin Jr. (curiosamente nello stesso circuito e sullo stesso muro che Adam Petty impattò nel suo incidente mortale) e Dale Earnhardt, quest'ultimo durante la tragica edizione 2001 della Daytona 500. 
Il suo numero, il 45, fu poi preso dal padre Kyle fino a quando questi non concluse la sua carriera di corridore, nel 2008 e, in seguito non è più stato utilizzato da altri piloti della serie.

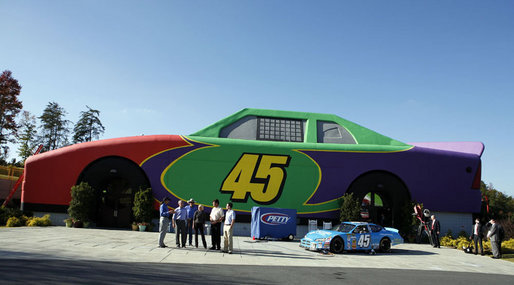
Immagine del Victory Junction Gang Camp

In un'intervista, Adam Petty dichiarò che uno dei suoi sogni, una volta conclusa la carriera automobilistica, sarebbe stato aprire un centro di ospitalità per malati terminali, tuttavia non visse abbastanza per veder realizzato il suo sogno. Otto mesi dopo la morte del suo primogenito, Kyle Petty fondò, in onore di Adam, il Victory Junction Gang Camp, una enorme struttura in cui i malati terminali potevano godere di una vacanza (assolutamente gratis) insieme alle loro famiglie. Il prato del giardino principale del campo fu potato in modo tale che venisse fuori un ritratto di Adam Petty, colui dal quale venne l'idea originale del Camp.